# Arthur Pfeifer (Architekt)
Arthur Pfeifer (* 30. Januar 1878 in Karlsruhe; † 14. Januar 1962 in Karlsruhe) war ein deutscher Architekt.

## Leben
Pfeifers Eltern waren der Maurermeister und spätere Architekt Berthold Alexander Pfeifer und dessen Ehefrau Luise Katharina Pfeifer geborene Zimmermann. Arthur Pfeifer studierte nach dem Abitur von 1897 bis 1903 Architektur an der Technischen Hochschule Karlsruhe, unterbrochen von einer kurzen Studienzeit an der Technischen Hochschule (Berlin-)Charlottenburg. 1903 absolvierte er die Abschlussprüfung in Karlsruhe.
Von 1903 bis 1905 machte Pfeifer ein Praktikum im Büro des Architekten Hermann Billing. 1905 gründete er zusammen mit Hans Großmann das gemeinsame Architekturbüro Pfeifer und Großmann. Es entstanden gemeinsame Bauten in Baden, nach dem Gewinn des Architekturwettbewerbs für das Rathaus in Mülheim an der Ruhr und der Ausführung des Gebäudes von 1913 bis 1915 orientierte sich Pfeifers Partner Großmann immer mehr nach Mülheim, bis er 1932 ganz dorthin übersiedelte. Das gemeinsame Büro blieb jedoch bestehen.
Im Ersten Weltkrieg war Pfeifer Frontsoldat und erlitt in der Champagne eine schwere Verwundung, wodurch er nicht mehr kriegstauglich war. 1932 hatte er sein Büro im eigenen Wohnhaus Schumannstraße 9 in Karlsruhe. 1933 wurde Pfeifer Mitglied der NSDAP.
Nach dem Zweiten Weltkrieg arbeitete Arthur Pfeifer weiterhin als Architekt in Karlsruhe.